# Psychopannychia
Psychopannychia (latin, issu du grec ; signifiant « veillée nocturne de l'âme ») est le premier traité théologique écrit par Jean Calvin. Le texte est daté d'un manuscrit de 1534, rédigé en latin à Orléans. Le tract s'oppose au « sommeil de l'âme » enseigné par les anabaptistes et autres protestants radicaux. Ce traité fut publié pour la première fois sous forme imprimée, en latin, à Strasbourg en 1542, sous le titre Vivere apud Christum non dormire animis sanctos, puis dans une traduction française, sous le titre Psychopannychie, à Genève, en 1558. Cependant, cette traduction ne fut pas rédigée par la plume de Calvin.